# Trichocerca compressa
Trichocerca compressa is een raderdiertjessoort uit de familie Trichocercidae. De wetenschappelijke naam van deze soort is voor het eerst geldig gepubliceerd in 1938 door Edmondson.